# Kasimir Petrowitsch Kalizki

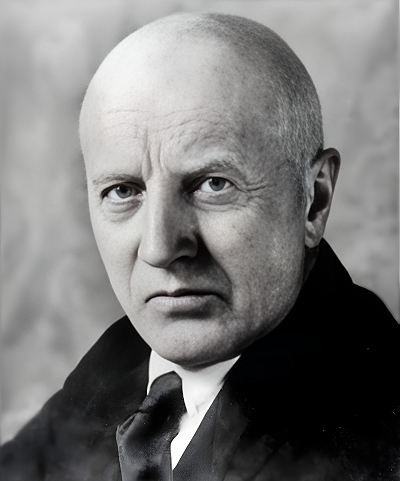
Kasimir Petrowitsch Kalizki

Kasimir Petrowitsch Kalizki (Kazimir Kalicky, russisch Казимир Петрович Калицкий; * 4. Märzjul. / 16. März 1873greg. in St. Petersburg; † 28. Dezember 1941 in Leningrad) war ein russischer Geologe und Hochschullehrer.

## Leben
Kalizkis Vater Pjotr Wikentjewitsch Kalizki war Feldscher und starb bereits 1876. Die Mutter Luisa Pawlowna war Barmherzige Schwester und musste 1881 notgedrungen den Sohn in ein Heim geben, in dem er bis 1888 lebte und lernte. In seiner Freizeit las er immer und lernte Deutsch.
Kalizki studierte am St. Petersburger Bergbau-Institut mit Abschluss 1899. 1901 begann er die Arbeit im Geolkom (Geologisches Komitee des Allrussischen Geologischen Instituts). Er führte zahlreiche geologische Untersuchungen in Zentralasien, im Kaukasus und in anderen Erdöl-Gebieten durch. Er erarbeitete eine Methode mit strukturierten Karten für die Erdöl-Prospektion. Er entwickelte eine Theorie zur Entstehung des Erdöls. Am Bergbau-Institut hielt er eine Vorlesung über die Geologie des Erdöls.
Nach der Oktoberrevolution wurde Kalizki 1920 zum Leiter der Erdöl-Sektion des Geolkom gewählt. 1921 erschien als eines der ersten sein Lehrbuch über die Geologie des Erdöls.
Als 1929 Geolkom-Mitglieder wegen Zugehörigkeit zu einer Organisation für Konterrevolution und Spionage verhaftet wurden (Geolkom-Fall), war auch Kalizki betroffen. Im April 1929 wurden seine Aussagen nach Moskau übermittelt. Nach Verkündigung der Urteile wurde Kalizki  am 27. September 1929 mangels Beweisen freigelassen.
Als 1929 das Geolkom geschlossen und durch das 1930 gegründete Allrussische Forschungsinstitut für geologische Prospektion (WNIGRI) ersetzt wurde, wechselte Kalizki in das Institut für Erdölprospektion (WNIGRI GGRU). 1934 wurde er Doktor der geologischen Wissenschaften ohne Verteidigung einer Dissertation. 1935 wurde er Wirkliches Mitglied des  WNIGRI GGRU für die Fachrichtung Erdölgeologie. Im gleichen Jahr wurde das fünfjährige Institutsjubiläum gefeiert, bei dem Kalizki zum Aktivisten und Ehrengeologen ernannt wurde und er von der Erdölhauptverwaltung 1500 Rubel erhielt. 1937 nahm er an dem von Dmitri Iwanowitsch Muschketow organisierten XVII International Geological Congress (IGC) in Moskau teil. Er war Autor einer Vielzahl von Fachaufsätzen.
1938 wurde Kalizki erneut verhaftet wegen Beteiligung an einer trotzkistischen Organisation und verurteilt wegen Sabotage der Erdölindustrie. Er kam ins Gulag zunächst nach Workuta und dann in den Uchta-Erdölrajon in der Autonomen Sozialistischen Sowjetrepublik der Komi.
Am 22. Februar 1941 wurde Kalizki zum Professor ernannt. Er starb im ersten Winter der Leningrader Blockade an einer Lungenentzündung und wurde am 2. Januar 1942 auf dem Leningrader Wolkowo-Friedhof begraben. Nach seinem Tode wurde sein Buch über die wissenschaftlichen Grundlagen der Erdölsuche herausgegeben.
Kalizki war verheiratet mit Wera Pawlowna geborene Abramowa (1882–1951), die in erster Ehe mit Alexander Grin verheiratet war (1906–1913) und revolutionären Idealen anhing.
Nach der Tagung der Akademie der Landwirtschaftswissenschaften 1948 wurden die Vorstellungen Kalizkis und seiner Schüler über die Entstehung des Erdöls und die Bildung der Erdöllagerstätten als pseudowissenschaftlich und reaktionär bezeichnet.